# 琉璃蛺蝶
琉璃蛺蝶，又名藍帶蝶、留璃蛺蝶、瑠璃挾蝶、琉璃紋蛺蝶、菝葜胥。是琉璃蛺蝶屬中的一種蝴蝶。本種為此屬下唯一一種物種，或可歸於蛺蝶屬（Nymphalis）。

## 描述
本種為中型蛺蝶，體背黑褐色，腹側為褐色。前翅前緣弧形，M1與CuA1脈末端突出；後翅M3脈末端呈指狀延伸。翅背面底色黑褐，前後翅偏外側各有一道明顯的淺藍色帶紋，前翅中室端及翅頂處另有淺色短紋。翅腹面圖紋複雜，以褐色與黃褐色為主，帶有藍、白、褐色細紋，圖案似木紋。緣毛為暗褐色。

## 分布
本種廣泛分布於東洋區以及日本、朝鮮半島、中國東北等地。
臺灣分布於本島低至中海拔地區，綠島、蘭嶼、基隆嶼、彭佳嶼、龜山島及金門亦有記錄。

## 亞種[2]
- Kaniska canace canace (Linnaeus, 1763) - 錫金、印度北部、緬甸、中國南部、香港
- Kaniska canace battakana (de Nicéville, 1896) - 蘇門答臘
- Kaniska canace benguetana  (Semper, 1888) - 呂宋
- Kaniska canace charonia (Drury, 1770)
- Kaniska canace charonides  (Stichel, 1908) - 烏蘇里江
- Kaniska canace drilon (Fruhstorfer, 1908) - 台灣
- Kaniska canace haronica  (Moore, 1879) - 斯里蘭卡
- Kaniska canace ishima (Fruhstorfer, 1912) - 日本
- Kaniska canace javanica (Fruhstorfer, 1912) - 爪哇、峇里島、龍目島
- Kaniska canace maniliana (Fruhstorfer, 1912) - 婆羅洲、帛琉
- Kaniska canace muscosa (Tsukada & Nishiyama, 1979) - 蘇拉威西島
- Kaniska canace nojaponicum (von Siebold, 1824) - 日本
- Kaniska canace perakana (Distant, 1886) - 泰國、馬來西亞

## 生態習性
棲息於常綠闊葉林及混生林，一年多代，成蝶飛行活潑敏捷，吸食腐果、樹液和花蜜；幼蟲取食菝葜科的菝葜屬植物及百合科的臺灣油點草葉片。

## 資料來源
1. ↑  .   [2015-04-12]. （原始内容存档于2016-03-31）.
2. 1 2  .   [2015-04-12]. （原始内容存档于2012-06-12）.
3. 1 2 3  徐堉峰，梁家源，黃智偉，沈宗諭. . 農業部林業及自然保育署. 2021/12. ISBN 9786267100523.
4. ↑  徐堉峰. . 台中市: 晨星出版社. 2013. ISBN 978-986-177-668-2.